# Avibrissosturmia nigra
Avibrissosturmia nigra là một loài ruồi trong họ Tachinidae.